# 七公增十五
武仙座σ，又名BD+42 2724，HD 149630、SAO 46161、HR 6168，是武仙座的一颗恒星，视星等为4.2，位于銀經66.91，銀緯42.7，其B1900.0坐标为赤經16h 30m 52.7s，赤緯+42° 42.7′ 36″。